# Parafia św. Jana Chrzciciela w Blinowie
Parafia św. Jana Chrzciciela w Blinowie – parafia rzymskokatolicka, znajdująca się w archidiecezji lubelskiej, w dekanacie Zakrzówek. 
Według stanu na miesiąc luty 2017 liczba wiernych w parafii wynosiła 1620 osób.